# مقاطعة جلالقسي
مقاطعة جلالقسي (بالصومالية: Degmada Jalalaqsi)‏ هي إحدى مقاطعات محافظة هيران بوسط الصومال، وعاصمتها مدينة جلالقسي.

## البلدات التابعة لها
- بلال
- جلالقسي